# Roeselia flexilineata
Roeselia flexilineata är en fjärilsart som beskrevs av Alfred Ernest Wileman 1916. Roeselia flexilineata ingår i släktet Roeselia och familjen trågspinnare. Inga underarter finns listade.